# Abderrahim Lahjouji
Abderrahim Lahjouji, né le 17 mai 1941 à Meknès et mort le 1er janvier 2021, est un homme d'affaires, entrepreneur et homme politique marocain. C'est le président fondateur du Parti des forces citoyennes et le président de l'entreprise Sotravo dans le bâtiment et travaux publics.

## Jeunesse
Il est allé à l'école primaire Annahda, cette même école a été construite par son père Ali Lahjouji en 1946 qui fut décoré par le roi Mohammed V. Son enfance a été baignée dans le nationalisme lors du protectorat français. En effet, son père a participé à la décolonisation et au retour d'exil du roi de façon matérielle. C'est ainsi qu'il a vu débarquer chez eux des résistants comme Mohammed Zerktouni, Sheikh Al Islam, Larbi Assafi, Bouchta el-Jamaï. Il partit en France, afin de poursuivre ses études dans une école privée d'ingénierie mais son père qui avait besoin de lui, lui demanda de rentrer afin d'apprendre et d'acquérir de l'expérience dans le domaine de la construction et de la gestion. En 1961, il rentre au Maroc pour s'occuper des affaires familiales.

## Entrepreneur de Mohammed V
C'était la famille choisie à cette époque pour s'occuper des travaux royaux. Son père portait le surnom de "l'entrepreneur de Sidna". L'entreprise familiale a restauré les palais et résidences royales. Sous l'ordre du nader des habous de Casablanca, le Salétin Ahmed Benelcadi, l'entreprise a été chargé de la construction du quartier des Habous à  Derb Sultan, le grand tribunal ainsi que toutes les maisons construites entre 1920 et 1960. Ils ont construit plusieurs mosquées et tribunaux. Le plus grand et le plus connu est le tribunal qui se trouve à la place des martyrs à Rabat et qui est aujourd'hui le siège du Conseil consultatif des droits de l'homme (CCDH). Ils ont supervisé aussi la restauration du Mausolée Moulay Driss Zerhoun à la fin du XIXe siècle.

## Fédération nationale du bâtiment
En 1970, les relations étaient tendues entre l'administration et les opérateurs économiques. Il y avait à cette époque deux genres d'entrepreneurs, ceux qui cherchaient des privilèges rentiers et d'autres, plus nombreux, des nationalistes avec des principes strictes et respectaient les règles élémentaires de la concurrence loyale et de la transparence dans la gestion. Pour mettre un peu plus d'ordre dans le secteur, l'association nationale du bâtiment a été créé en 1978. En 1981, l'association a été agrandi et la Fédération nationale du bâtiment et des travaux publics (FNBTP) a été créé. Cette même année, la fédération a ouvert des bureaux régionaux. Son premier combat a été de combattre la concurrence déloyale étrangère. En 1981, lors d'une réunion à Tunis de la ligue arabe se sont réunis les entrepreneurs arabes. En 1983, l'Union des entrepreneurs arabes (UAE) a été créé, il en a été le président.

## Patronats
Lahjouji a été élu en 1994 à la tête de la Confédération générale des entreprises du Maroc (CGEM), mandat qui durera  jusqu'en 2000. Cette période a été marquée par la Campagne d'assainissement de 1996, menée par Driss Basri, qui a mené à des exactions contre certains entrepreneurs et commerçants, arrêtés et emprisonnés sans jugement.
Durant son mandat, Lahjouji réalise la première réforme de la confédération.

## Forces citoyennes
Homme politique, il a créé en 2001, le Parti des forces citoyennes. Lors des Élections parlementaires de 2007 au Maroc, il s'est allié au Parti de la justice et du développement à Anfa, il a échoué à obtenir le poste de député.